# Disperis mildbraedii
Disperis mildbraedii är en orkidéart som beskrevs av Rudolf Schlechter och Victor Samuel Summerhayes. Disperis mildbraedii ingår i släktet Disperis och familjen orkidéer. IUCN kategoriserar arten globalt som sårbar. Inga underarter finns listade i Catalogue of Life.